# Apeadeiro de Trémoa
O Apeadeiro de Trémoa foi uma gare do Ramal da Lousã, que servia a localidade epónima, situada no Distrito de Coimbra, em Portugal, dividida entre os concelhos de Coimbra (freg.ª de Almalaguês) e Miranda do Corvo (freg.ª homónima) — estando o apeadeiro situado neste último.

## Descrição
O abrigo de plataforma situava-se do lado nascente da via (lado esquerdo do sentido ascendente, a Serpins).

## História

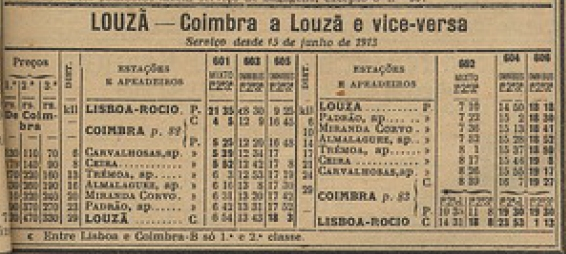
Horário da Ramal da Lousã em 1913, incluindo o apeadeiro de Trémoa.

### Abertura ao serviço
Este apeadeiro inseria-se no troço entre Coimbra e Lousã do Ramal da Lousã, que abriu à exploração em 16 de Dezembro de 1906, pela Companhia Real dos Caminhos de Ferro Portugueses.
Um despacho de 20 de Janeiro da Direcção Geral de Caminhos de Ferro, publicado no Diário do Governo n.º 22, III Série, de 26 de Janeiro de 1951, aprovou um projecto de aditamento ao indicador geral do serviço das estações e apeadeiros, apresentado pela Companhia dos Caminhos de Ferro Portugueses, que alterou o serviço prestado nos apeadeiros de Trémoa e Almaleguês.

### Século XXI
Em Fevereiro de 2009, a circulação no Ramal da Lousã foi temporariamente suspensa para a realização de obras, tendo os serviços sido substituídos por autocarros.

No dia 4 de Janeiro de 2010, o troço entre o Apeadeiro de Coimbra-Parque e a Estação de Miranda do Corvo foi desactivado, para a reconversão do sistema ferroviário num metro de superfície, tendo sido criado um serviço rodoviário de substituição. Já em 2007, o projeto apresentado para o Metro Mondego (entretanto nunca construído) preconizava a inclusão de Trémoa como uma das 14 interfaces do Ramal da Lousã a manter como estação/paragem do novo sistema.